# Bov Sogn
 For alternative betydninger, se Bov. (Se også artikler, som begynder med Bov)
Bov Sogn er et sogn i Aabenraa Provsti (Haderslev Stift).
Bov Sogn hørte til Lundtoft Herred i Aabenraa Amt. Bov sognekommune blev ved kommunalreformen i 1970 kernen i Bov Kommune, der ved strukturreformen i 2007 indgik i Aabenraa Kommune.
I Bov Sogn ligger Bov Kirke (de) fra Middelalderen og Kollund Kirke fra 1971.
I sognet findes følgende autoriserede stednavne:
- Bommerlund (bebyggelse, ejerlav)
- Bov (bebyggelse, ejerlav)
- Bov Mark (bebyggelse)
- Bukkeskov (bebyggelse)
- Dubjerg (bebyggelse)
- Elsø (bebyggelse)
- Frydendal (bebyggelse)
- Frøslev (bebyggelse, ejerlav)
- Frøslev Kådnermark (bebyggelse)
- Frøslev Mark (bebyggelse)
- Frøslev Mose (areal)
- Frøslev Polde (areal)
- Fårhus (bebyggelse)
- Harkær (landbrugsejendom)
- Kamp (bebyggelse)
- Kiskelund (bebyggelse, ejerlav)
- Kiskelund Mark (bebyggelse)
- Kollund (bebyggelse, ejerlav)
- Kollund Badested (bebyggelse)
- Kollund Bjerg (bebyggelse)
- Kollund Mark (bebyggelse)
- Kollund Skov (areal)
- Kollund Strand (bebyggelse)
- Kollund Østerskov (bebyggelse)
- Kolonisthuse (bebyggelse)
- Kragelund (bebyggelse, ejerlav)
- Kragelund Mose (areal)
- Krathuse (bebyggelse)
- Kruså (bebyggelse, ejerlav, vandareal)
- Madeskov (bebyggelse)
- Nørrekær (areal)
- Padborg (bebyggelse)
- Pluskær (bebyggelse)
- Ryttergab (areal)
- Rønsdam (bebyggelse)
- Skomagerhuse (bebyggelse)
- Smedeby (bebyggelse, ejerlav)
- Smedeby Grue (areal)
- Smedeby Mark (bebyggelse)
- Storemose (areal)
- Søndermarken (bebyggelse)
- Toftemade (bebyggelse)
- Tvillinghøj (areal)
- Vejbæk (bebyggelse, ejerlav)
- Vesterbæk (bebyggelse)
- Østerbæk (bebyggelse)

I det sydvestlige hjørne af sognet ligger den gamle gård Oldemorstoft, som nu er museum.
Opskriften til Bommerlunder Snaps kommer fra Bommerlund kro ved Hærvejen i Bov Sogn. Frem til år 2000 blev Bommerlunder Aquavit fremstillet i det nærliggende Flensborg.

## Genforeningen
Folkeafstemningen ved Genforeningen i 1920 gav i Bov Sogn 671 stemmer for Danmark, 510 for Tyskland. Af vælgerne var 58 tilrejst fra Danmark, 171 fra Tyskland.
Efter genforeningen blev sognet forenet med Frøslev fra Hanved Sogn. Hele det nye sogn blev overflyttet fra Vis Herred i Flensborg Amt til Lundtoft Herred i Åbenrå Amt. Dog er Kobbermølle fra det gamle Bov Sogn fortsat en del af Flensborg Amt.
Sognet ligger i bunden af Flensborg Fjord og har vigtige grænseovergange: Den gamle oksevej (Hærvejen), landevejen ved Kruså, jernbanen ved Padborg og motorvejen ved Frøslev.